# Liste der angolanischen Botschafter in Guinea-Bissau
Die Botschaft von Angola in Guinea-Bissau befindet sich in der Hauptstadt Bissau, in der Avenida Comandante da Libertadade da Pátria, Ecke Rua Abdoulaye Fadiga. Ihr Amtsbezirk umfasst auch das Nachbarland Gambia.
Beide Länder waren seit der Ankunft der portugiesischen Seefahrer im 15. Jahrhundert portugiesische Kolonien bis zu ihrer Unabhängigkeit in den 1970er Jahren. Bis heute sind sie durch gemeinsame historische, kulturelle, wirtschaftliche und politische Prägungen verbunden. Sie gehören zu den afrikanischen Staaten mit Amtssprache Portugiesisch (PALOP) und sind Gründungsmitglieder der Gemeinschaft der Portugiesischsprachigen Länder (seit 1996).
Seit 2007 akkreditieren sich angolanische Vertreter beim Präsidenten von Guinea-Bissau.
| Ernannt / Akkreditiert | Botschafter                  | Bemerkungen                                                                       | ernannt von             | akkreditiert bei     | Posten verlassen |
| ---------------------- | ---------------------------- | --------------------------------------------------------------------------------- | ----------------------- | -------------------- | ---------------- |
| 2007                   | Brito António Sozinho        | akkreditierte sich im Januar 2007 als erster Botschafter Angolas in Guinea-Bissau | José Eduardo dos Santos | João Bernardo Vieira |                  |
| 2011                   | Feliciano António dos Santos |                                                                                   | José Eduardo dos Santos | Malam Bacai Sanhá    | 2014             |
| 2015                   | Daniel António Rosa          | 2020 wurde seine Ernennung für Guinea-Bissau verlängert                           | José Eduardo dos Santos | José Mário Vaz       | 2021             |